# Joyce (Zeitschrift)
Joyce (Motto: „Was Frauen inspiriert“) ist eine vierteljährlich erscheinende christliche Frauenzeitschrift aus dem SCM Bundes-Verlag in Witten. Mit einer Auflage in Höhe von 17.000 Exemplaren ist sie in Deutschland, der Schweiz und Österreich verbreitet. Die Zeitschrift ist über das Abonnement oder den christlichen Buchhandel erhältlich.

## Geschichte
Joyce wurde 2001 mit einer kostenlosen Startauflage von 300.000 Exemplaren von Christel Eggers und Ulrich Eggers gegründet. 2006 gab Christel Eggers die Redaktionsleitung an Christina Rosemann ab. Zwei Jahre später folgte Melanie Carstens, die bis heute die Joyce-Redaktion leitet.
Mit der Ausgabe 4/2009 erlebte Joyce eine grafische und inhaltliche Neugestaltung. Die Ausgabe mit dem neuen Untertitel „Was Frauen inspiriert“ wurde in einer 150.000 Exemplare umfassenden Auflage verbreitet. Den Neustart eröffnete die Redaktion im Rahmen einer „Joyce-Inspirationstour“, die durch fünf Städte (Hamburg, Mülheim, Glauchau, Schorndorf und Thun) führte.
2011 feierte Joyce zehnjähriges Bestehen und veröffentlichte die kleinformatige Sonderausgabe „Schön, dass es dich gibt“ zum Verschenken an Freundinnen.

## Inhalt
Joyce wird von Frauen in jeder Lebens- und Interessenlage gelesen. Das 84-seitige Heft ist in die Teilbereiche „In jedem Heft“, „Leben – Glauben – Feiern“, „Dossier“, „Glauben“ und „Magazin“ gegliedert. Die Rubriken „FamilienSinn“, „SoloLeben“, „JobGeflüster“ und „HeimSpiel“ sind ein fester Bestandteil jeder Ausgabe.
Joyce wird von einem freien Redaktionsteam und einem vierzigköpfigen Herausgeberbeirat unterstützt.

## Autoren
- Bianka Bleier
- Christina Brudereck
- Anna-Maria Fennema
- Claudia Filker
- Anja Gundlach
- Kerstin Hack
- Stephanie Heimgartner
- Debora Kuder
- Christina Rosemann
- Birgit Schilling
- Angelika Steeb
- Christine Rösel
- Ann-Kristin Wagner
- Doro Zachmann